# Santa Maria de Metrio
Santa Maria de Metrio var en kyrkobyggnad i Rom, helgad åt Jungfru Maria. Kyrkan var belägen mellan Santa Maria in Pallara och Santa Maria Nova vid Via Sacra i Rione Campitelli. Tillnamnet ”Metrio” antas syfta på den närbelägna Meta Sudans.

## Historia
Kyrkans första dokumenterade omnämnande förekommer i en bulla, promulgerad av påve Alexander IV den 9 april 1256. Enligt en teori var kyrkan inrymd i Heliogabalus termer.
Kyrkan Santa Maria de Metrio revs förmodligen under 1400-talets senare hälft.

## Omnämningar i kyrkoförteckningar
| Katalog                   | År         | Benämning                       |
| ------------------------- | ---------- | ------------------------------- |
| Il Catalogo di Torino     | cirka 1320 | Ecclesia sancte Marie de Metrio |
| Il Catalogo del Signorili | cirka 1425 | sce. Marie de Metrio            |